# 巴克赫斯特山站
巴克赫斯特山站（英語：Buckhurst Hill tube station）是倫敦地鐵的一個車站，位於埃塞克斯郡的埃平森林區。巴克赫斯特山站是中央線的車站，開通於1856年8月22日。巴克赫斯特山站位於倫敦第5收費區。

## 外部連結
- http://citytransport.info/BuckhurstHill.htm （页面存档备份，存于） - Photographs of the Victorian era station platforms, shelters and waiting rooms.